# Telochurus duo
Telochurus duo är en fjärilsart som beskrevs av Alexander Schintlmeister 1994. Telochurus duo ingår i släktet Telochurus och familjen tofsspinnare. Inga underarter finns listade i Catalogue of Life.